# گامبیا
گامبیا (به انگلیسی: The Gambia) با نام رسمی جمهوری گامبیا (به انگلیسی: Republic of The Gambia) کشوری در اقیانوس اطلس و یکی از کوچک‌ترین کشورهای این قاره‌آفریقا است. پایتخت آن بانجول است. گامبیا در درون کشور سنگال جای گرفته است. از این‌رو گامبیا از شمال، جنوب، غرب مرز مشترک دارد و از سوی غرب به اقیانوس اطلس پیوند می‌خورد.
جمعیت گامبیا تقریبا یک میلیون و هفتصد هزار تن است و زبان رسمی این کشور زبان انگلیسی است. واحد پول آن دالاسی گامبیا و رئیس‌جمهور آن آداما بارو است. در دسامبر ۲۰۱۵ رئیس‌جمهور یحیی جامع، رئیس‌جمهور پیشین این کشور را جمهوری اسلامی اعلام و حجاب را برای کارمندان زن اجباری کرد. این کشور پس از موریتانی دومین جمهوری اسلامی در آفریقا به‌شمار می‌رفت.
اما در روز شنبه ۹ دسامبر ۲۴۰۴ پس از برکناری یحیی جامع، نام جمهوری اسلامی هم تغییر کرد.
مردم گامبیا به اقوام گوناگونی تعلق دارند که بزرگ‌ترین آن قوم ماندینکا است که ۴۲ درصد از جمعیت کشور را تشکیل می‌دهد. ۹۰ درصد از مردم این کشور مسلمان هستند و آیین‌های تصوف در میان آن‌ها رواج زیادی دارد.
گامبیا کشوری باریک و کم‌ارتفاع در دو سوی رود گامبیا است. در سال ۱۸۸۹ هنگامی که مرزبندی‌های بین دو ملت سنگال و گامبیا پذیرفته شد، بریتانیا تنها توانست یک باریکه کوچک در امتداد رود گامبیا را برای خود حفظ نماید. گامبیا تحت حکومت بریتانیا و مستعمره این کشور «گامبیای بریتانیا» نام گرفت. این خطه از سرزمین نیز به‌طور کامل توسط سنگال فرانسوی‌ها احاطه شده بود.
گامبیا در سال ۱۹۶۵ از بریتانیا استقلال یافت و به مجموعه کشورهای همسود (مشترک‌المنافع) پیوست.
خاک گامبیا حاصلخیز است و اقتصاد این کشور برپایه کشاورزی، ماهی‌گیری و گردشگری بنا شده‌است. در حدود یک‌سوم از جمعیت کشور زیر خط فقر هستند، یعنی با درآمد ۱٫۲۵ دلار آمریکا در روز زندگی می‌کنند.

## تاریخ
در سال ۱۴۵۵ میلادی پرتغالی‌ها خاک گامبیا را اشغال کردند ولی این کشور ۳ قرن بعد در سال ۱۷۶۵ مستعمره بریتانیا شد.
گامبیا پس از مبارزات طولانی در سال ۱۹۶۵ به استقلال رسید. در سال ۱۹۸۱ کنفدراسیونی از سنگال و گامبیا به نام «سنگامبی» تشکیل و مقرر شد رئیس‌جمهور سنگال به عنوان رئیس و همچنین رئیس‌جمهور گامبیا به عنوان نایب رئیس این کشور انتخاب شوند؛ ولی در عین حال دو کشور حاکمیت خود را حفظ کنند. این قانون کماکان در گامبیا اجرا می‌شود.
در دوره یحیی جامع و در تاریخ ۲۱ آذر ۱۳۹۴ گامبیا به «جمهوری اسلامی گامبیا» تغییر نام داده شد، اما پس از رفتن وی، این نام در روز شنبه، ۹ بهمن سال بعد تغییر کرد و به همان نام قبلی برگشت.

## سیاست

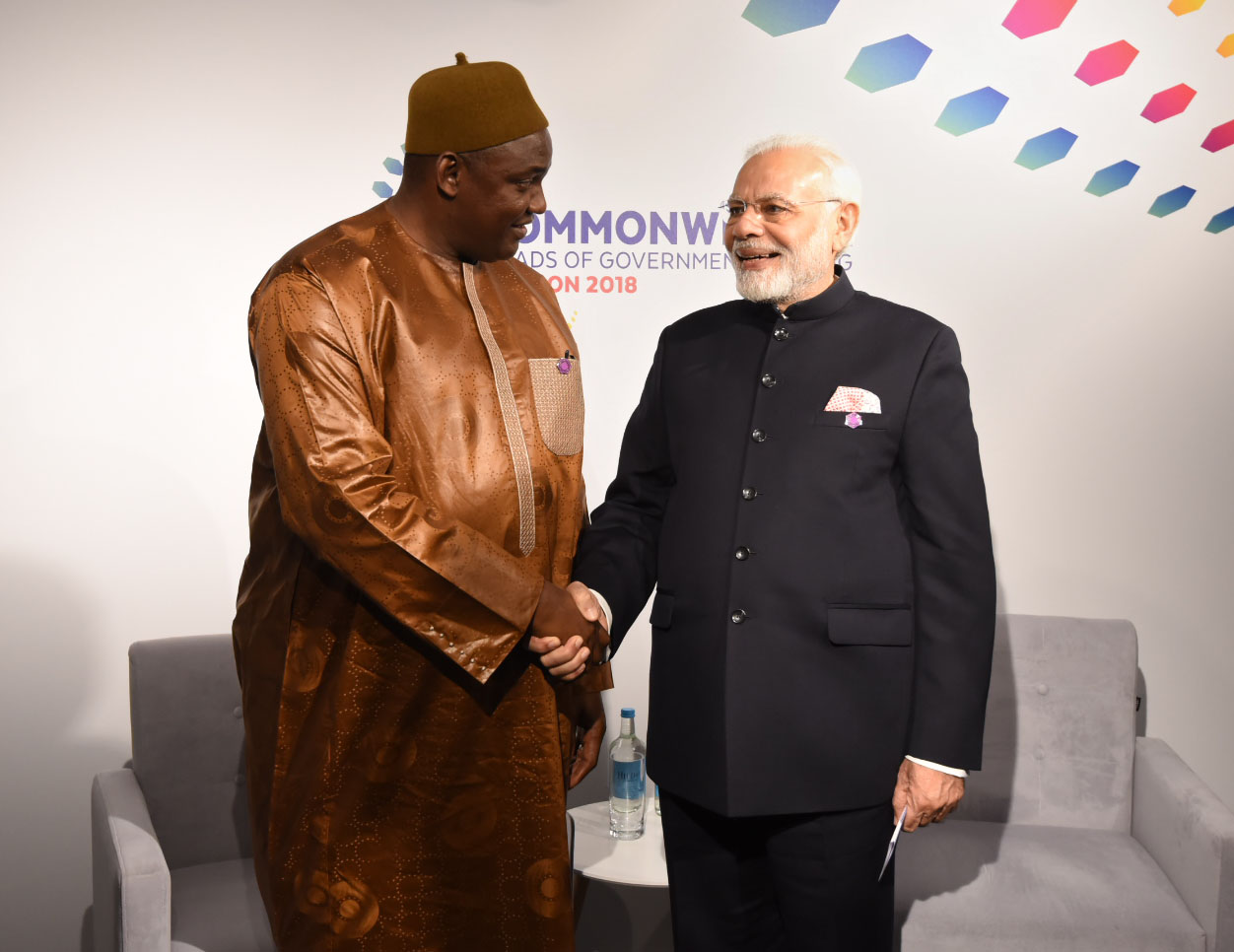
آداما بارو رئیس جمهور گامبیا و نارندرا مودی نخست وزیر هند در سال ۲۰۱۸ میلادی

«یحیی جامع» در سال ۱۹۹۴ با انجام یک کودتای نظامی قدرت را در گامبیا در دست گرفت. او از سال ۱۹۹۶ تا ۲۰۱۶ رئیس‌جمهور این کشور بود. در انتخابات دسامبر سال ۲۰۱۶، آداما بارو به ریاست جمهوری این کشور رسید.
گروه‌های طرفدار حقوق بشر دولت وی را به نقض حقوق و آزادی‌های اساسی شهروندان متهم کرده‌اند، اما وی این اتهام را رد می‌کند.

### روابط با کشورها
در دهه ۲۰۰۰، بین گامبیا و ایران روابط نزدیکی برقرار شد. به‌طوری‌که در سفر محمود احمدی‌نژاد به گامبیا، یک رشته توافقنامه همکاری بین دو کشور به امضا رسید. اما در سال ۲۰۱۰، دولت نیجریه ۱۳ کانتینر اسلحه و مواد انفجاری که با اسم مصالح ساختمانی از ایران بارگیری شده بود توقیف کرد. متعاقب آن وزارت خارجه ایران اعلام کرد مقصد این کانتینرها کشور نیجریه نبوده‌است. با توجه به اینکه مقصد نهایی کشتی کشور گامبیا بود، دولت گامبیا ظاهراً به خاطر ناخرسندی از ارسال این اسلحه‌ها از ایران به نیجریه روابط خود را با ایران قطع کرد.

## جغرافیا

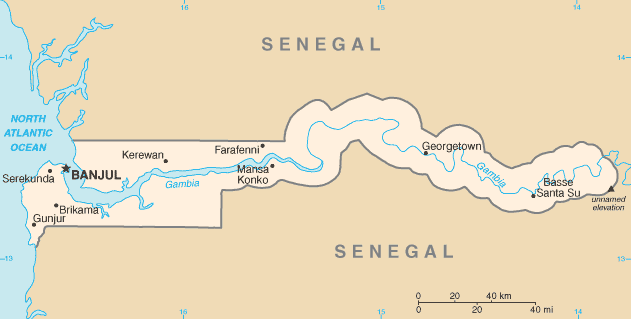
نقشه کشور گامبیا.

جمهوری گامبیا با ۱۱ هزار و ۲۹۵ کیلومتر مربع مساحت در ساحل غربی قاره آفریقا کوچک‌ترین کشور این قاره است. گسترش این کشور در جهت طول جغرافیایی است و طول آن به ۳۲۰ کیلومتر می‌رسد. گامبیا همچون باریکه‌ای در طول شرقی - غربی در داخل سنگال قرار دارد و از طریق باریکه‌ای در غرب با اقیانوس اطلس هم‌مرز است.
طول مرزهای گامبیا با جمهوری سنگال به ۷۴۰ کیلومتر و طول ساحل این کشور با اقیانوس اطلس به ۸۰ کیلومتر می‌رسد. حداقل ۱۸ درصد از خاک گامبیا قابل کشاورزی، ۹ درصد مراتع طبیعی و ۲۸ درصد جنگلی است.
رود گامبیا که ۱۱۲۷ کیلومتر طول دارد با آبرفت‌های خود، نواحی حاصلخیزی برای این جمهوری به وجود آورده‌است. موقعیت استوایی و قرار گرفتن در مجاورت اقیانوس اطلس موجب گرم و مرطوب شدن آب و هوای گامبیا شده‌است.

## عضویت در سازمان‌ها
گامبیا در سازمان‌های زیر عضویت دارد:
| - جامعه توسعه بین‌المللی (IDA) - صندوق توسعه کشاورزی (IFAD) - سازمان بین‌المللی مهاجرت (IMO) - سازمان ارتباطات دریایی (INMARSAT) - بانک بین‌المللی ترمیم و توسعه وابسته به بانک جهانی (IBRD) - کنفدراسیون بین‌المللی اتحادیه‌های کارگری آزاد (ICFTU) - سازمان اقتصادی، اجتماعی و فرهنگی ملل متحد (UNESCO) - کمیسیون توسعه و تجارت سازمان ملل متحد (UNCTAD) - سازمان بین‌المللی هواپیمایی کشوری (ICAO) - سازمان خواربار و کشاورزی ملل متحد (FAO) - سازمان بین‌المللی پلیس جنائی (INTERPOL) - سازمان توسعه صنعتی ملل متحد (UNIDO) - سازمان منع سلاح‌های شیمیایی (OPCW) - سازمان جهانی مالکیت معنوی (WIPO) | - سازمان کنفرانس اسلامی (OIC) - اتحادیه ارتباطات دور (ITU) - سازمان بین‌المللی کار (ILO) - بانک توسعه اسلامی (IDB) - سازمان ملل متحد (UN) - کنگره اقتصادی آفریقا (ECA) - جنبش عدم تعهد (NAM) - سازمان وحدت آفریقا (OAU) - اتحادیه جهانی پست (UPU) - سازمان بهداشت جهانی(WHO) - سازمان تجارت جهانی (WTO) - بانک توسعه آفریقا (ADB) - گروه ۷۷ (G-۷۷) |  |

## تقسیمات کشوری
گامبیا از ۶ بخش تشکیل شده‌است. از دیگر مراکز پرجمعیت گامبیا می‌توان به شهرهای سرکوندا و بریکاما اشاره کرد.

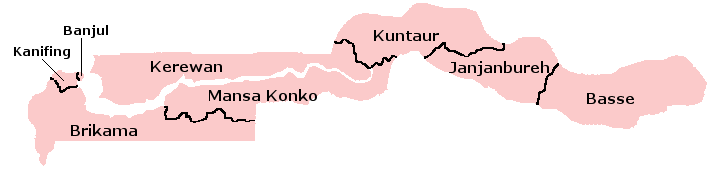
نقشه تقسیمات کشوری گامبیا

## اقتصاد

### فقر
گامبیا همچون بسیاری از کشورهای آفریقایی از اقتصادی ضعیف و نامتعادل برخوردار است. اثر سال‌ها بهره‌کشی کشورهای استعمارگر، هنوز توان توسعه اقتصادی را به گامبیا نداده و بی‌سوادی شمار زیادی از جمعیت این کشور و نیز کمبود منابع اقتصادی قابل اتکا موجب شده‌است تا گامبیا در ردیف یکی از کشورهای فقیر جهان قرار گیرد.
واحد پول گامبیا «دالاسی» نام دارد که به یکصد «بوتوت» تقسیم می‌شود. هر دلار آمریکا تقریباً با ۶/۱۱ دالاسی برابری می‌کند.

### تولید ناخالص داخلی و تورم

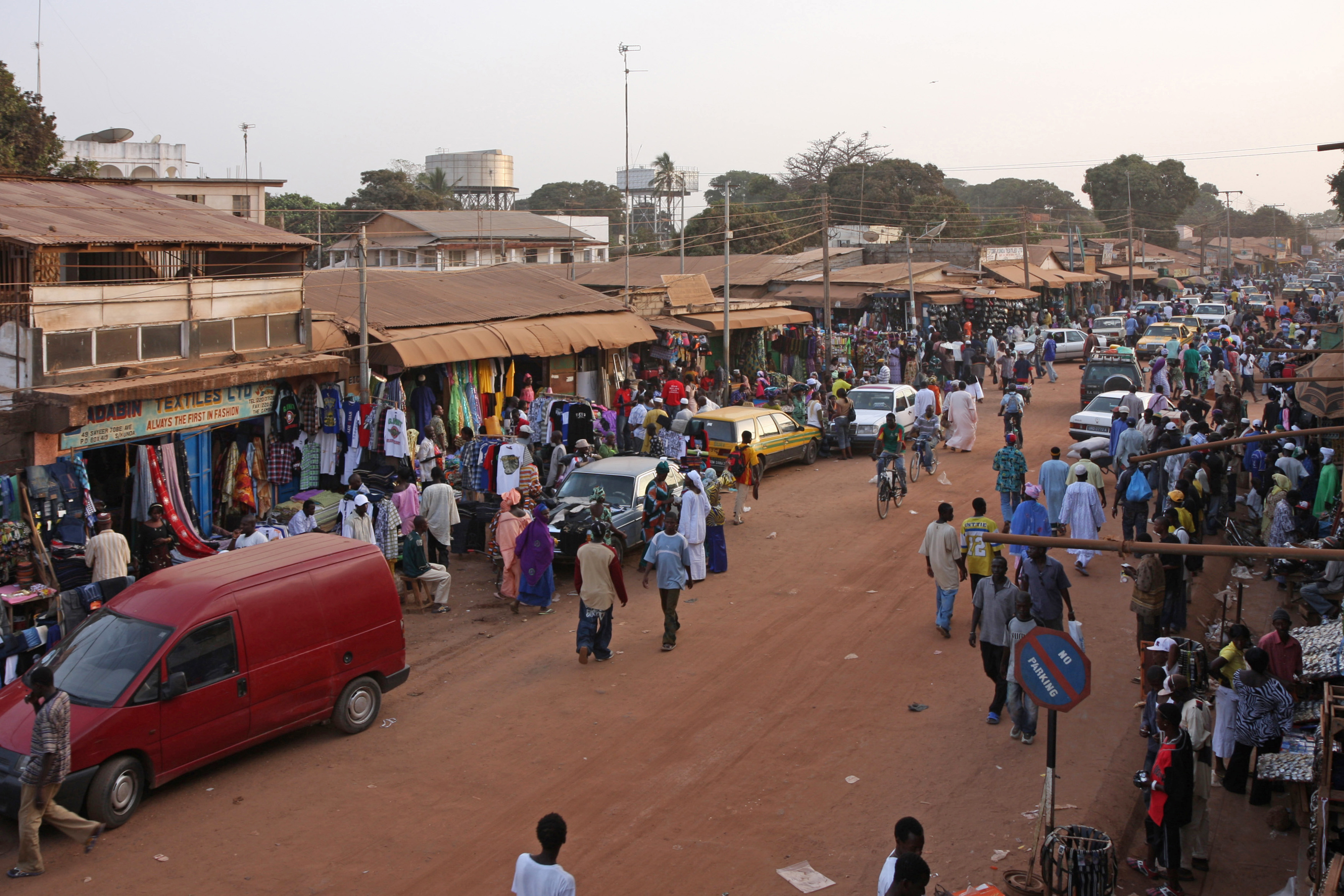
بازار شهر سرکوندا

نرخ تولید ناخالص داخلی گامبیا که در سال ۱۹۹۰ حدود ۳۱۷ میلیون دلار بود که اکنون با اندکی افزایش به ۴۳۷ میلیون دلار رسیده‌است. این در حالی است که متوسط نرخ رشد تولید ناخالص داخلی این جمهوری در فاصله سال‌های ۱۹۹۰ تا ۱۹۹۸ حدود ۴۶/۳ درصد بود.
حداکثر سرمایه‌های جذب شده خارجی در این کشور طی ۱۰ سال گذشته حدود ۱۵ میلیون دلار است و نرخ تورم اقتصادی در این جمهوری حدود ۵/۲ درصد برآورد می‌شود. متوسط درآمد سرانه مردم گامبیا حدود ۳۴۰ دلار در سال است.
تراز پرداخت‌های تجاری گامبیا در سال‌های ۱۹۹۷ و ۱۹۹۸ به ترتیب (۱۷۲-) و (۲۰۶-) میلیون دلار بود.

## مردم

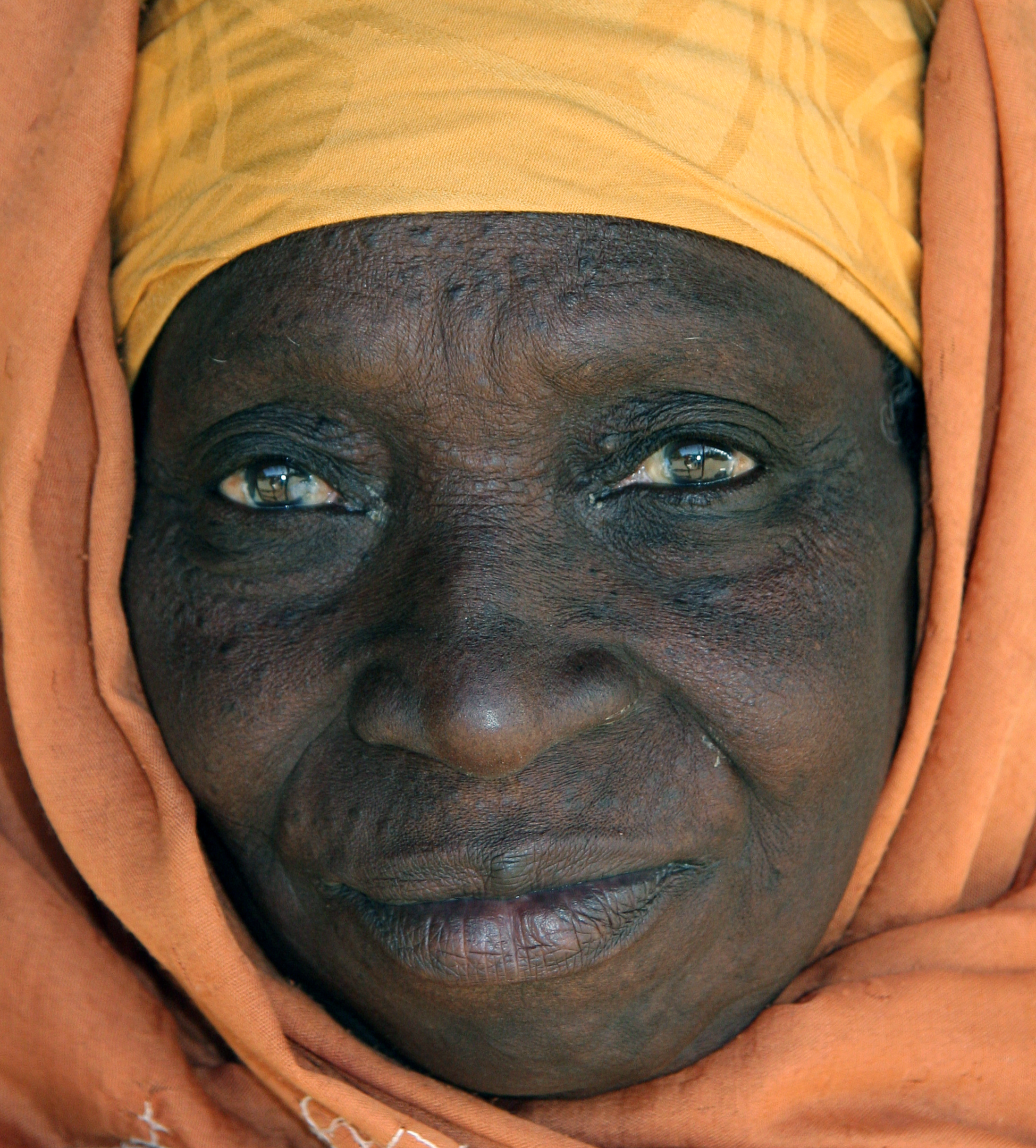
یک زن گامبیایی

## فرهنگ

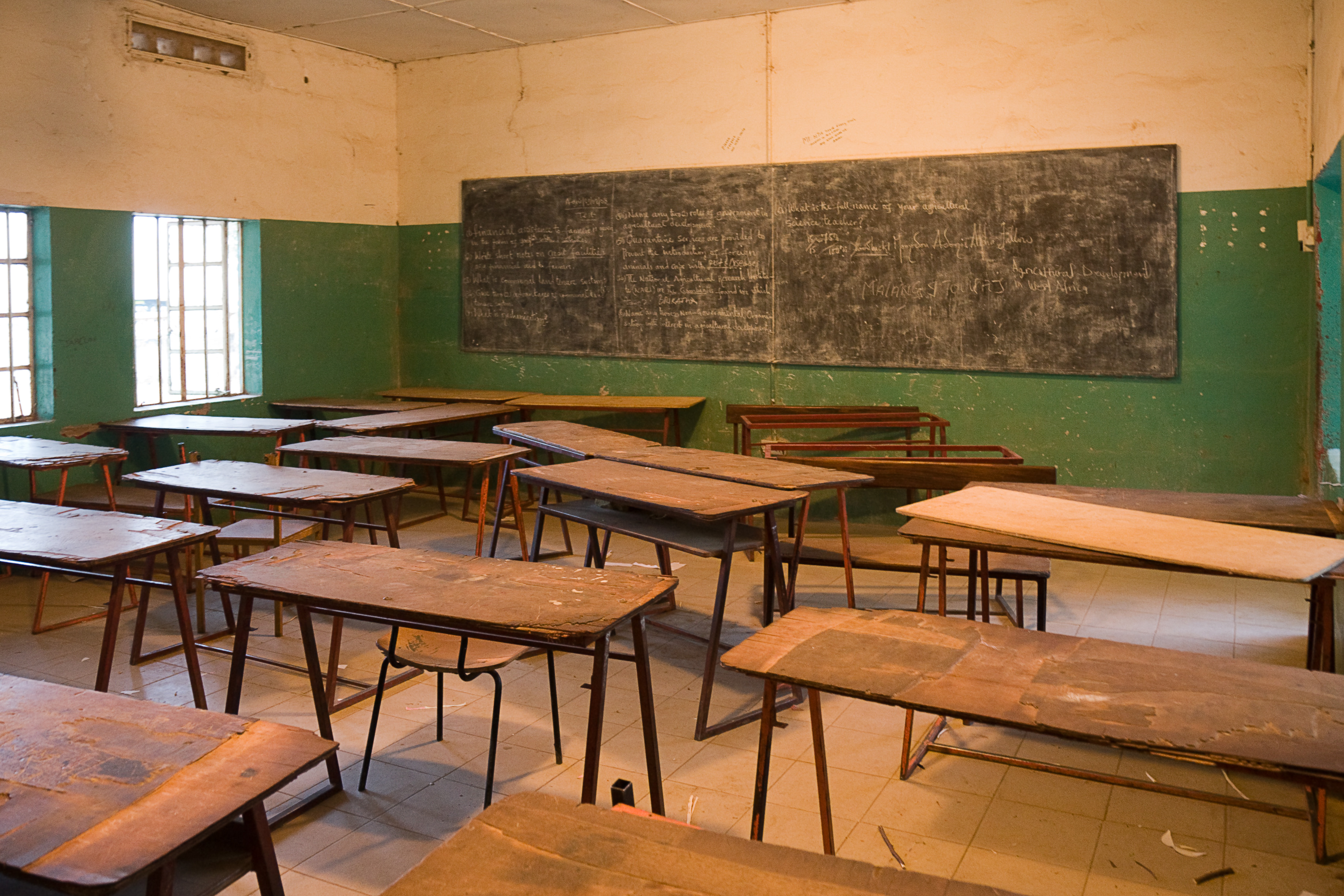
کلاس درس دبیرستان آرمیتاژ